# 1968年紅場示威

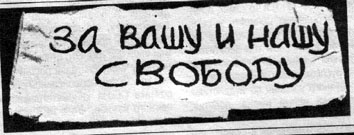
1968年示威者旗帜之一“为了你我的自由"

1968年紅場示威（俄語：Демонстра́ция 25 а́вгуста 1968 го́да）发生于1968年8月25日苏联首都莫斯科，有8名示威者抗议8月20日至21日苏联及其华约盟友入侵捷克斯洛伐克，镇压布拉格之春。抗议发生在克里姆林宫隔壁的罗波诺耶梅思托平台，以避免扰乱公共秩序的指控。虽然抗议未诉诸暴力，但抗议者仍很快被警察和身着便衣的克格勃特务逮捕。

## 8月25日抗议
抗议活动于中午开始，八名抗议者（拉里萨·博戈拉兹、康斯坦丁·巴比茨基、瓦季姆·德洛奈、弗拉基米尔·德雷姆柳加、帕维尔·利特维诺夫、
纳塔利娅·戈尔巴内夫斯卡娅、维克多·法因贝格和塔季扬娜·巴埃娃）坐在罗波诺耶梅斯托平台，举着捷克斯洛伐克国旗和标语牌，上面写着各种口号：
- “我们正在失去最好的朋友”（“мы теряем лучих друей”）
- “自由独立的捷克斯洛伐克万岁！（捷克语：Ať žije svobodné a nezávislé Československo!）”，
- “占领者的耻辱”（“Позор окупантам！”），
- “放开ČSSR”（“Руки прочь от ЧСCР！”），
- “为了你我的自由”（“За вашу и нашу свободу！”），
- “还杜布切克自由”（“Свободу Дубчеку！”）。

几分钟内，七名抗议者遭到克格勃特工的袭击、残酷殴打和装车。捷克斯洛伐克国旗被打破，标语牌被没收。由于纳塔利娅·戈尔巴内夫斯卡娅最近刚刚分娩，她没有受到审判。其他抗议者表示21岁的塔季扬娜·巴埃娃（Tatiana Baeva）宣布她是意外出现在现场的，不久后她就被释放了。
克格勃未能查明哪名抗议者举着哪面旗帜；因此，除了塔季扬娜·巴埃娃（Tatiana Baeva）被释放外，所有横幅都归属于每个抗议者。这些横幅被克格勃标记为“反苏”。

## 1968年10月9日-11日的审判
在调查和审判期间，辩方透露了指控中的几个不一致之处。一名目击者宣称，他看到抗议者从附近的一家国家百货商场出来，尽管这家商店周日关门。此外，所有目击者都来自同一个军事部门，尽管他们都声称自己是意外来到红场的。然而，在审判期间没有考虑到这些不一致之处。
没有一名示威者认罪。

### 判决
辩护律师（所有都是苏联共产党党员且由国家任命和支付费用）证明，抗议者的行为没有犯罪意图，但受审的抗议者都被判处最高几年监禁或流放，在两起案件中，他们被送往精神病院。
瓦季姆·德洛奈和弗拉基米尔·德雷姆柳加被判处三年监禁。维克多·法因贝格在被捕期间被打掉了牙齿，他没有出庭，而是被送往精神病院。拉里萨·博戈拉兹被判处四年流放到伊尔库茨克地区的一个偏远的西伯利亚定居点。康斯坦丁·巴比茨基被判处三年流放。帕维尔·利特维诺夫被判处五年流放。纳塔利娅·戈尔巴涅夫斯卡娅当天获释，但后来被送往精神病院。
歌手兼人权活动家尤里·金在他的“律师华尔兹”中声称，判决是在审判前决定的。在另一首歌《伊里奇》中，金提到了尤里·安德罗波夫和列昂尼德·勃列日涅夫对示威的愤怒，并提到了其中三名抗议者的名字——帕维尔·利特维诺夫、纳塔利娅·戈尔巴涅夫斯卡娅和拉里萨·博戈拉兹。
1968年8月示威的故事在2005年的纪录片《他们选择了自由》中有所叙述。

## 迟到的认可
1990年（天鹅绒革命之后），七名抗议者被授予布拉格荣誉市民身份。
2008年8月，在南奥塞梯冲突期间，捷克共和国前总统瓦茨拉夫·哈维尔表达了对1968年抗议者的同情。捷克总理米雷克·托波拉内克用奖项表彰了抗议者的英雄主义。
俄罗斯政府没有承认这一点。2008年8月24日，在同一地点举行了类似的示威活动，口号是“为了你我的自由”。
2013年8月25日，在示威活动45周年之际，戈尔巴涅夫斯卡娅和她的几个朋友重新制作了最初的抗议活动，再次以“为了你我的自由”为横幅。10名参与者（其中包括德劳奈的儿子谢尔盖）几乎立即被捕并被带到警察局。他们很快被传讯并被释放，等待出庭，罪名是未能事先获得政治集会的许可，根据现行俄罗斯法律，这是一种轻罪。
2018年，另一次重复示威的三名参与者被捕。2025年2月5日，1968年红场示威的参与者之一塔季扬娜·巴埃娃去世，享年77岁。